# Aglaia lawii
Aglaia lawii är en tvåhjärtbladig växtart. Aglaia lawii ingår i släktet Aglaia och familjen Meliaceae.

## Underarter
Arten delas in i följande underarter:
- A. l. lawii
- A. l. oligocarpa
- A. l. submonophylla